# Popillia nagaii
Popillia nagaii är en skalbaggsart som beskrevs av Guido Sabatinelli 1996. Popillia nagaii ingår i släktet Popillia och familjen Rutelidae. Inga underarter finns listade i Catalogue of Life.